# REAPER
REAPER（Rapid Environment for Audio Production, Engineering, and Recordingの略）は、Cockosによって開発された、MIDIシーケンス機能を搭載したデジタルオーディオワークステーション（DAW）である。現バージョンはMicrosoft Windows（XP以降）ならびにmacOS（10.5以降）用があり、Linux向けにベータ版も公開されている（Raspberry Piでも動作するバイナリが配布されている）。REAPERはVSTやAudio Unitsなどの業界標準プラグイン形式に対応しており、標準的なオーディオ／ビデオファイルフォーマットの多くを読み込むことができる。また、様々な機能をユーザー自身が作成できるようにReaScriptやJSFX（Jesusonic FX）といった機能拡張の仕組みが用意されており、EEL2（REAPER独自のDSL）、Lua、Pythonでプラグイン等を記述できる。

## 付属ソフトウェアとプラグイン
REAPERには広く頻繁に使用される様々なエフェクトが付属されている。ReaEQ、 ReaVerb、 ReaGate、 ReaDelay、 ReaPitch、ReaCompのようなツールが例として挙げられる。これらのRea-プラグインは、ReaPlugs VST FX Suiteとして他のDAWのユーザーでも別々にダウンロードして利用することができる。
また標準のエフェクトから、MIDIやオーディオへの具体的な応用が利くものまでに及ぶ、数百のJSFXプラグインが付属されている。JSFXスクリプトはテキストファイルである。
このテキストファイルはREAPERに読み込む（まさしくVSTやその他のプラグインを読み込むように）際、ディレイやディストーションやコンプレッサーなどの単純なオーディオエフェクトから、シンセサイザーやサンプラーなどの楽器や、ドラムのトリガリング、サラウンドパンニングなど、他の特別な目的のツールまでにも及ぶ、完全な機能を持ったプラグインになる。すべてのJSFXプラグインはテキストエディタで編集可能であり、したがってユーザーの完全なカスタマイズを可能としている。
REAPERはサードパーティー製のソフトウェアを一切同封していない一方で、VSTのすべてのバージョンに完全に準拠している。したがって、利用可能な無料および商業プラグインの両方の大部分で動作する。REAPERのx64バージョンでは、x64 のプラグイン処理と並行して、32bitプラグインを動作させることができる。

## ビデオ編集
REAPERを動画ファイルをカットしたり、トリミングしたりすることに使うことができる。また、自身の範囲内で動画の音声を編集あるいは置換することができる。フェード、ワイプやクロスフェードのようなビデオエフェクトが利用可能である。
また、動画ファイルを、他の音声トラックであるかのようにプロジェクト内で並べることができるほか、当該プロジェクトで作業している間に、ファイルの動画部分を分割したビデオウィンドウで見ることもできる。